# 소닉 스핀볼
《소닉 스핀볼》(Sonic the Hedgehog Spinball)은 메가 드라이브로 나온 1993년 핀볼 게임이다. 스핀볼은 핀볼과 스핀 대쉬의 합성어로, 소닉 만화들의 캐릭터들을 추가시킨 것이 특징이다. 이 게임의 이름은 소닉 더 헤지호그의 기술 이름인 스핀 대쉬에서 유래되었으며, 닥터 로보트닉의 민 빈 머신보다 아치 코믹스의 캐릭터를 많이 나타내었다. 게임의 주요 방법은 핀볼과 유사하며, 이 게임의 음악은 하워드 드로신에 의해 작곡되었다.
본작 대신 이 게임은 플리퍼 밑에 전기가 흘러 소닉이 떨어지는 것을 막는다. 또, 카오스 에메랄드를 취득할 때 "You got x emeralds! You need y emeralds."라는 말이 배출되며 초기 장면에 소닉이 토네이도의 바퀴를 잡고 섬으로 가는 모습이 나온다.

## 모음집과 재출시

### 모음집
메가 드라이브에서 나온 소닉 스핀볼은 소닉 메가 컬렉션에서 다시 나왔으며 세가 스매쉬 팩, 소닉 얼티메이트 제네시스 컬렉션과 소닉 어드벤처, 소닉 젬즈 컬렉션에서 나왔다.

## 여담
소닉 핀볼 파티가 이후 게임보이 어드밴스로 나왔으며 소닉 스핀볼 롤러코스터도 나타났다.

## 평가
| 평가 |        |
| --- | ------ |
| 통합 점수 통합사 점수 게임랭킹스 61% [ 4 ] 평론 점수 평론사 점수 EGM 7/10 [ 5 ] 유로게이머 4/10 [ 6 ] 게임프로 7/10 [ 7 ] IGN 7.5/10 [ 8 ] 닌텐도 라이프 4/10 [ 9 ] Jeuxvideo.com 15/20 [ 10 ] Entertainment Weekly C [ 11 ] |        |
| 통합 점수 |        |
| 통합사 | 점수   |
| 게임랭킹스 | 61%    |
| 평론 점수 |        |
| 평론사 | 점수   |
| EGM | 7/10   |
| 유로게이머 | 4/10   |
| 게임프로 | 7/10   |
| IGN | 7.5/10 |
| 닌텐도 라이프 | 4/10   |
| Jeuxvideo.com | 15/20  |
| Entertainment Weekly | C      |